# Screamin' the Blues
Albums de Oliver Nelson
Lem's Beat (en)
(1960) Nocturne (en)
(1961)
Screamin' the Blues est un album du saxophoniste américain Oliver Nelson, initialement publié en 1961 sur New Jazz Records.

## Réception
Leonard Feather a attribué 4 étoiles à l'album dans sa critique de DownBeat. Feather a qualifié l'album de meilleur disque d'Oliver Nelson à ce jour.

## Titres
Toutes les chansons sont écrites et composées par Oliver Nelson, sauf mention écrite.
| 1. | Screamin' the Blues                 | 11:00 |
| 2. | March On, March On (Esmond Edwards) | 4:59  |
| 3. | The Drive                           | 5:50  |

| 4. | The Meetin'   | 6:44 |
| 5. | Three Seconds | 6:26 |
| 6. | Alto-Itis     | 5:00 |

## Musiciens
- Oliver Nelson : saxophone ténor, saxophone alto
- Eric Dolphy : clarinette basse, saxophone alto
- Richard Williams (en) : trompette
- Richard Wyands (en) : piano
- George Duvivier : contrebasse
- Roy Haynes : batterie